# Elecciones federales de 2018 en Baja California Sur
Las Elecciones federales en Baja California Sur de 2018 se llevaron a cabo el domingo 1 de julio de 2018, renovándose los titulares de los siguientes cargos de elección popular del estado mexicano de Baja California Sur:
Diputados Federales de Baja California Sur. Dos de ellos electos por mayoría relativa, elegidos en cada uno de los Distritos electorales, mientras que los otros son elegidos mediante representación proporcional. 
Senadores de Baja California Sur. Dos de ellos electos por mayoría relativa, uno electo por primera minoría, elegidos en una elección a nivel estatal. 
Las coaliciones que participan en el estado son "Por México al Frente" y "Juntos Haremos Historia". La coalición federal de "Todos por México" participó dividida en los tres partidos políticos que la conforman, así lo anunciaron los dirigentes estatales de cada fuerza política.

## Resultados

### Presidente de la República
|  | 64.00 % |

|  | 18.75 % |

|  | 9.31 % |

|  | 5.54 % |

|  | 0.13 % |

|  | 0.08 % |

|  | 97.81 % |

|  | 2.19 % |

|  | 100.00 % |

|  | 58.66 % |

#### Resultados por Distrito Federal
|  | 61.44 % |

|  | 18.80 % |

|  | 11.29 % |

|  | 5.97 % |

|  | 0.12 % |

|  | 67.47 % |

|  | 18.68 % |

|  | 6.63 % |

|  | 4.95 % |

|  | 0.15 % |

|  | 63.97 % |

|  | 18.74 % |

|  | 9.31 % |

|  | 5.54 % |

|  | 0.13 % |

#### Resultados por Municipio
|  | 62.50 % |

|  | 17.98 % |

|  | 12.30 % |

|  | 4.22 % |

|  | 0.09 % |

|  | 62.17 % |

|  | 18.07 % |

|  | 10.85 % |

|  | 6.63 % |

|  | 0.13 % |

|  | 54.14 % |

|  | 27.57 % |

|  | 11.41 % |

|  | 4.67 % |

|  | 0.06 % |

|  | 68.01 % |

|  | 18.90 % |

|  | 5.83 % |

|  | 5.18 % |

|  | 0.14 % |

|  | 61.06 % |

|  | 19.53 % |

|  | 12.01 % |

|  | 3.73 % |

|  | 0.21 % |

|  | 63.97 % |

|  | 18.74 % |

|  | 9.31 % |

|  | 5.54 % |

|  | 0.13 % |

### Senado de la República
|  | 48.83 % |

|  | 28.23 % |

|  | 8.11 % |

|  | 4.96 % |

|  | 3.69 % |

|  | 2.67 % |

|  | 0.07 % |

|  | 96.57 % |

|  | 3.43 % |

|  | 100.00 % |

|  | 57.50 % |

#### Resultados por Distrito Federal
|  | 44.38 % |

|  | 28.89 % |

|  | 10.52 % |

|  | 6.01 % |

|  | 2.81 % |

|  | 3.78 % |

|  | 54.93 % |

|  | 27.33 % |

|  | 4.81 % |

|  | 3.53 % |

|  | 4.92 % |

|  | 1.17 % |

|  | 48.83 % |

|  | 28.23 % |

|  | 8.11 % |

|  | 4.96 % |

|  | 3.70 % |

|  | 2.67 % |

#### Resultados por Municipio
|  | 46.56 % |

|  | 28.05 % |

|  | 15.14 % |

|  | 3.69 % |

|  | 1.32 % |

|  | 1.33 % |

|  | 46.03 % |

|  | 27.47 % |

|  | 9.53 % |

|  | 7.54 % |

|  | 3.91 % |

|  | 2.02 % |

|  | 32.62 % |

|  | 42.28 % |

|  | 13.28 % |

|  | 2.05 % |

|  | 5.12 % |

|  | 1.09 % |

|  | 55.85 % |

|  | 27.73 % |

|  | 4.26 % |

|  | 3.49 % |

|  | 4.53 % |

|  | 1.11 % |

|  | 41.36 % |

|  | 29.59 % |

|  | 6.58 % |

|  | 1.38 % |

|  | 1.82 % |

|  | 14.46 % |

|  | 48.83 % |

|  | 28.23 % |

|  | 8.11 % |

|  | 4.96 % |

|  | 3.70 % |

|  | 2.68 % |

### Diputados federales

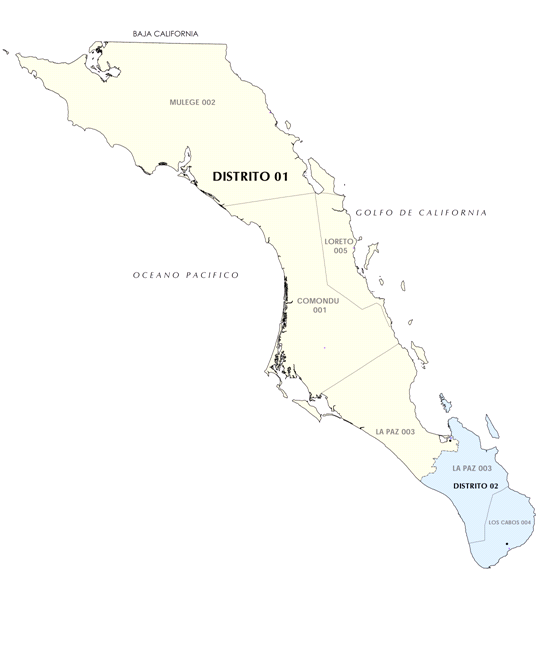
División política de los distritos electorales federales en Baja California.

|  | 41.09 % |

|  | 51.04 % |

|  | 7.35 % |

|  | 2.61 % |

|  | 25.07 % |

|  | 28.62 % |

|  | 1.43 % |

|  | 2.12 % |

|  | 8.33 % |

|  | 4.47 % |

|  | 3.75 % |

|  | 0.07 % |

|  | 96.30 % |

|  | 3.70 % |

|  | 100.00 % |

|  | 57.42 % |

#### Resultados por Distrito Federal
|  | 47.08 % |

|  | 30.03 % |

|  | 10.43 % |

|  | 3.41 % |

|  | 5.14 % |

|  | 56.47 % |

|  | 26.70 % |

|  | 5.47 % |

|  | 5.93 % |

|  | 1.85 % |

|  | 51.04 % |

|  | 28.62 % |

|  | 8.33 % |

|  | 4.47 % |

|  | 3.75 % |

#### Resultados por Municipio
|  | 45.87 % |

|  | 30.62 % |

|  | 15.47 % |

|  | 2.29 % |

|  | 2.15 % |

|  | 50.35 % |

|  | 28.48 % |

|  | 9.47 % |

|  | 4.66 % |

|  | 2.98 % |

|  | 32.03 % |

|  | 41.83 % |

|  | 11.52 % |

|  | 5.19 % |

|  | 5.91 % |

|  | 57.45 % |

|  | 26.79 % |

|  | 5.18 % |

|  | 5.50 % |

|  | 1.84 % |

|  | 40.28 % |

|  | 30.30 % |

|  | 5.82 % |

|  | 1.84 % |

|  | 16.85 % |

|  | 51.04 % |

|  | 28.62 % |

|  | 8.33 % |

|  | 4.47 % |

|  | 3.75 % |